# لمه‌درق (کلیبر)
لمه‌درق یکی از روستاهای استان آذربایجان شرقی است که در دهستان آبش‌احمد بخش آبش‌احمد شهرستان کلیبر واقع شده‌است.
بیشتر اهالی مردم به دامداری و کشاورزی مشغول هستند.
قشر جوان روستای لمه درق برای کسب درآمد به تهران و تبریز میروند و سالی یک یا دو بار برای دیدار خانواده به روستا بازمی‌گردند.
روستای لمه درق نزدیک به سیصد خانوار دارد ولی فاقد یک مدرسه درست حسابی برای مقطع ابتدایی هست.به خاطر دوردست بودن روستا از مرکز استان،روستا از همه امکانات رفاهی،بهداشتی و اموزشی محروم است.
تقریبا پنجاه درصد از اهالی روستا بیسواد هستند(بیش از هشتاد درصد زنان بیسواد).
مردمان روستا مهربان و مهمان نواز هستند.
هر سال نیمه دوم اردیبهشت مسابقه اسب دوانی برگزار میکنند.
در مهرماه سال 91 به خاطر بارش فراوان باران و جاری شدن سیل در روستا،سیل جان یک جوان 20ساله را گرفت.و خسارات زیادی به دام و محصولات کشاورزی زد.بدبختابه هیچ سازمان و نهادی به داد مردم نرسید.
فصل بهار لمه درق بهشت روی زمین میشود.
صنایع دستی لمه درق شامل ورنی,قالی و قالیچه میباشد.
محصولات دامی روستا شامل پنیر,ماست,کره محلی,شیر و پشم میباشد.